# Журавльов Борис Борисович
Борис Борисович Журавльов (рос. Борис Борисович Журавлёв; 23 січня 1979, Отрадний, Багаєвський район, Ростовська область, Росія — 8 березня 2022, Маріуполь, Україна) — російський військовик, старшина ЗС РФ. Герой Російської Федерації.

## Біографія
Народився в багатодітній сім'ї. В дитинстві захоплювався боксом. Завершивши навчання в Отрадненській середній школі вступив в середнє ПТУ в Тольятті.
Після закінчення училища був призваний на строкову військову службу до лав ЗС РФ. В 1999 році перейшов на контрактну службу. Служив в 22-й окремій гвардійській бригаді спеціального призначення Головного управління Генерального штабу Російської Федерації, яка дислокувалася у селищі Степовий Аксайського району Ростовської області. Протягом 20 років служби побував у багатьох гарячих точках. Учасник Другої чеченської війни, анексії Криму та інтервенції в Сирію.
З 24 лютого 2022 року брав участь у вторгненні в Україну, заступник командира розвідувальної групи. Загинув у бою. Похований в рідному селищі Отрадний.

## Сім'я
Був одружений. Незабаром після смерті Журавльова народилась дочка Софія.

## Нагороди
- Медаль Жукова
- Звання «Герой Російської Федерації» (2022, посмертно) — «за мужність і героїзм, проявлені під час виконання військового обов'язку.»

## Вшанування пам'яті
- На будівлі школи в Отрадному встановлений пам'ятний знак.